# 韩容鲁
韩容鲁（1915年9月29日—1984年1月），男，吉林省吉林市人，中华人民共和国政治人物。曾任吉林市人民政府市长，吉林省人民政府副秘书长。